# 阿德南·米茲拉克勒
阿德南·米茲拉克勒（土耳其語：Adnan Selçuk Mızraklı；1963年—）是土耳其庫德族政治人物，為人民民主党黨員，曾任土耳其大国民议会議員與迪亚巴克尔市長，2019年8月遭解職後被關押至今。

## 早年生活
阿德南·米茲拉克勒於1963年出生於土耳其錫韋雷克，幼時因父親工作關係舉家遷至埃斯基謝希爾。在當地就讀小學與中學後，他入讀安卡拉的哈西德佩大学醫學院。畢業後米茲拉克勒於1991年至迪亚巴克尔擔任外科醫師，並活躍於當地親庫德的非政府組織民主社會大會，2017年曾因此被捕入獄2個月。

## 政治生涯

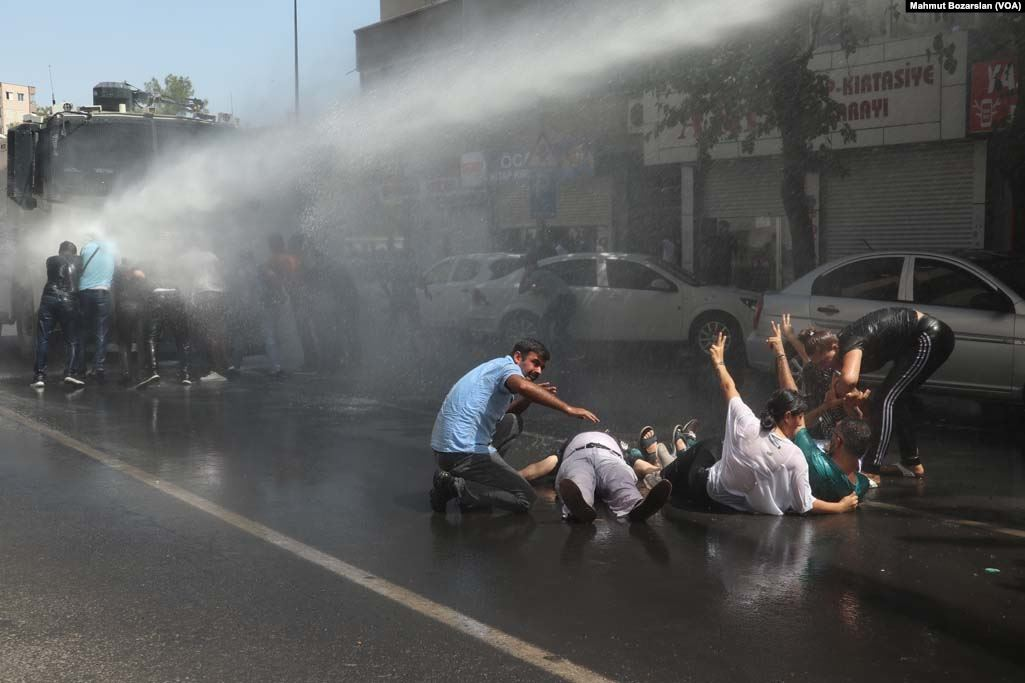
米茲拉克勒被解職後上街抗議的迪亚巴克尔民眾

2018年土耳其大選中，米茲拉克勒當選迪亚巴克尔選區的土耳其大国民议会國會議員，隔年又在地方選舉中以62.93%的得票率當選迪亚巴克尔市長。但同年8月19日，他與同黨籍的凡城市長貝迪亞·埃爾坦和馬爾丁市長艾哈邁德·土爾克一起被中央政府指控「與庫爾德工人黨合作、以被捕叛亂分子之名命名街道與公園」而遭解職，引起土耳其多地民眾上街抗議，迪亚巴克尔民眾上街抗議長達數週。

## 法律訴訟
2019年10月21日，米茲拉克勒被控為恐怖組織成員而遭拘留，控方聲稱他參加了庫爾德工人黨成員的葬禮，並曾為庫爾德工人黨成員進行外科手術。人權觀察指控方證據不足以證明他參加恐怖組織或犯下其他罪行。2020年3月9日，他因「參與恐怖組織」而被判處9年4個月的有期徒刑，4月他又在另案被控「為恐怖組織宣傳」，該案在2021年9月獲判無罪。
米茲拉克勒最初被關押於迪亚巴克尔，後來被轉移至土耳其中部的開瑟里。2022年2月他請求移監至埃迪爾內的F類監獄獲准，人民民主黨主席薩拉赫丁·德米爾塔什為其獄友。